# Philipp Ernst Kern
Philipp Ernst Kern (* 24. November 1716 oder 1719 in Niedernhall; † 20. Februar 1776 in Hildburghausen) war Generalsuperintendent in Hildburghausen.

## Leben
Philipp Ernst Kern war der Sohn von Georg Heinrich Kern, Schultheiß von Niedernhall und dessen Ehefrau Eva Maria Elisabeth, eine Tochter des Schultheißen von Niedernhall, Johann Caspar Fischer.
Er besuchte das Gymnasium in Ingelfingen und das Gymnasium Schwäbisch Hall und studierte an der Universität Jena, der Universität Leipzig, der Universität Halle und an der Universität Helmstedt Theologie und wurde nach seinem Studium erst Pfarrer in Dörrenzimmern und danach in Schäftersheim.
1748 wurde er Hofprediger in der Schlossgemeinde Erbach; dort wurde er auch Konsistorialrat und Stadtpfarrer. Vier Jahre später, 1752, erfolgte seine Ernennung zum Superintendenten in Weikersheim. 1758 kam er nach Hildburghausen und folgte 1759 Siegmund Basch (1700–1771), der Oberhofprediger und Generalsuperintendent in Weimar wurde, als Oberhofprediger und Generalsuperintendent und Ephorus der Schulen im Herzogtum Sachsen-Hildburghausen.
Zu seinen theologischen Schriften betätigte er sich auch noch als Kirchenlieddichter und schrieb 1765 Leidensgeschichte des Lammes Gottes Jesu Christi und 1768 das Lied Herr, den alle Himmel ehren im Hildburghäuser Gesangbuch und im Evangelischen Gesang- und Gebetbuch, Meiningen 1862–1919.
Georg Philipp Kern war seit dem 1. September 1744 in Ingelfingen verheiratet mit Eva Magdalena, eine Tochter des Metzgers Johann Jacob Bühler. Gemeinsam hatten sie mehrere Kinder, die durch den Hauslehrer Johann Georg Pfranger unterrichtet wurden.

## Schriften (Auswahl)
- Johann Lorenz von Mosheim; Philipp Ernst Kern: Dissertatio theologica de blasphemia in Spiritvm Sanctvm gravissima, Von der schweren Lästerung wider den Heil. Geist = Von der schweren Lästerung wider den Heil. Geist. Helmstadii Drimborn 1739.
- Abschieds-Rede von der Beredsamkeit des Leibes abgelegt in der teutschen Gesellschaft den 20. Sept. 1738. Jena Marggraf 1739.
- Zwei Predigten von der Ungleichheit der Menschen im Tode und von der weisen Vergeltung am Tage des Gerichts. Frankfurt; Leipzig, 1741.
- Heilige Gedanken von Gott uns sein Eigenschaften, in gebundener Rede abgefasst. Nürnberg, 1744–1746.
- Der leidende Jesus, oder die Geschichte des Leidens und Sterbens unseres Herrn Jesu Christi, in gebundener Rede mit erbaulichen Betrachtungen begleitet und nützlichen Anmerkungen. Hamburg, 1760.
- Die Todten leben, weil Jesus im Himmel herrschet. Hanisch Staatsbibliothek zu Berlin – Preußischer Kulturbesitz 1762.
- Triumph von dem Todten-Bette. Hildburghausen, 1764.
- Die Gelehrsamkeit in der Sterbe-Kammer stellte vor dem Sarge des weiland Hochwohlgebohrnen Herrn, Herrn Johann Sebastian Kobe von Koppenfels, Herzoglich-Sachßen-Hildburghäusischen würklichen Geheimden- auch Hof- und Consitorial-Raths, welcher endlich den 20. Nov. 1765 den unsterblichen Geist in die Hände Jesu Christi übergeben noch vor. Hildburghausen : Pentzold, 1765.